# 호노리우스 칸투아리엔시스

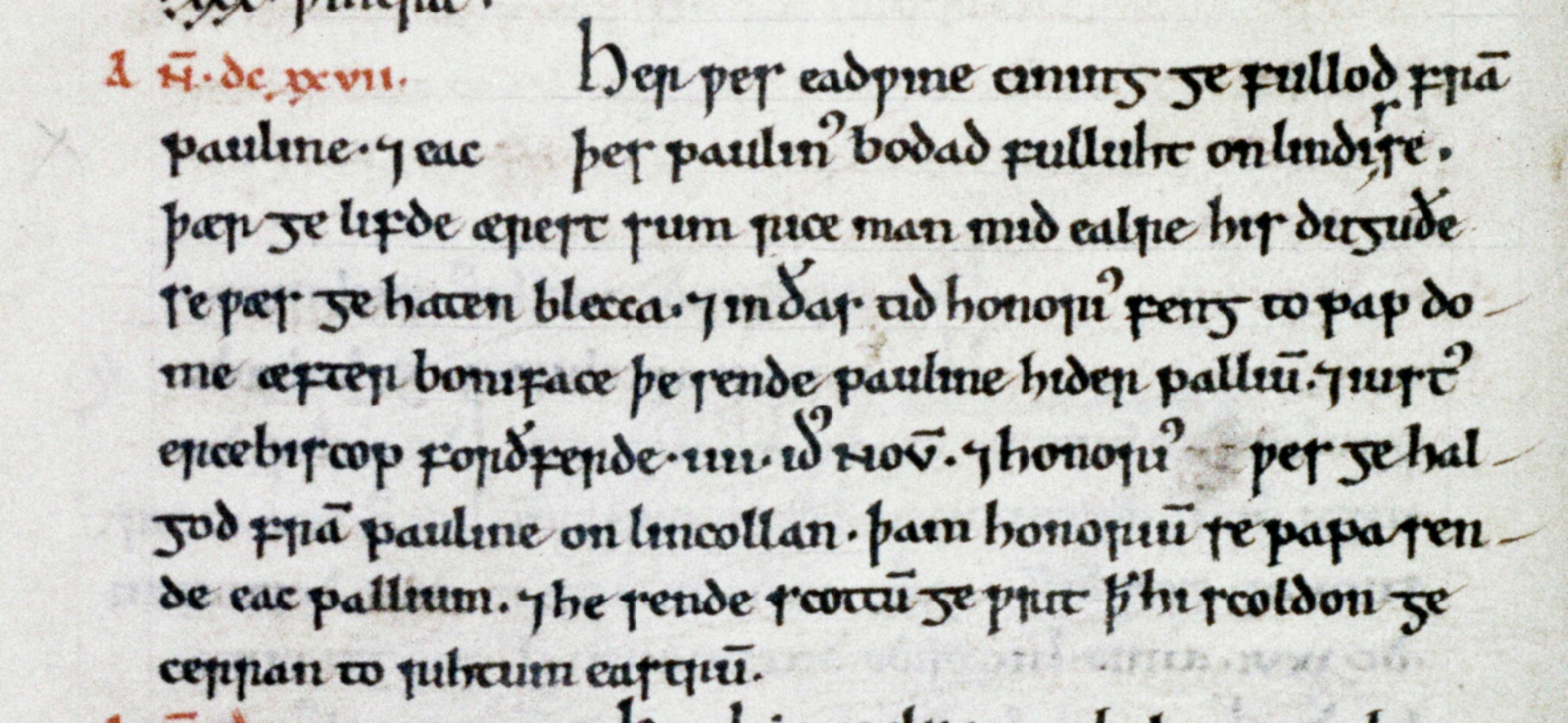

호노리우스(라틴어: Honorius, ? - 653년 9월 30일)는 597년의 앵글로색슨족을 그들의 토착 앵글로색슨 이교로부터 기독교화하기 위한 그레고리오 선교의 일원이었으며, 나중에 캔터베리 대주교가 되었다. 그의 대주교직 임기 동안, 그는 이스트앵글리아 사이에서 펠릭스의 선교 활동을 돕는 것만 아니라 첫 번째 영국 태생 로체스터 주교를 축성했다. 호노리오는 그레고리오의 선교사 중 가장 늦게 안식했다.

## 같이 보기
- 그레고리오 선교의 일원 목록